# Rogaczewo (przystanek kolejowy)
Rogaczewo – nieczynny kolejowy przystanek osobowy na linii nr 366 w Rogaczewie Małym, w województwie wielkopolskim, w Polsce. Zachował się zdemolowany budynek stacyjny, peron, wysoka rampa towarowa oraz dom mieszkalny. Przystanek znajduje się na trasie Krzywińskiej Kolei Drezynowej..